# Ibai Llanos Garatea
Ibai Llanos Garatea (Bilbao, 26 de març de 1995), conegut simplement com a Ibai o Ibai Llanos, és un influenciador, youtuber i locutor d'esports electrònics basc. A més, és creador de contingut a Twitch, TikTok i YouTube. Llanos es va afincar a Catalunya el 2018, i actualment viu en una mansió a Bellaterra amb diversos companys de pis.
Va iniciar-se com a locutor l'any 2014, com a comentarista de partides en castellà del videojoc League of Legends acompanyat d'Ander Cortés. Aquest tipus de locució, en l'àmbit dels esports electrònics, s'anomena "casteig", per influència de l'anglès cast, motiu pel qual Llanos és conegut habitualment com a caster. Va treballar com a locutor de partides de la Lliga de Videojocs Professional (LVP) des del 2014 fins al 2020. El 5 de febrer del 2020, va anunciar, a través de la xarxa social Twitter que fitxava pel club d'esports electrònics G2 Esports com a creador de continguts. El març de 2020 va organitzar un torneig de FIFA 20 amb l'objectiu de recaptar fons per a la lluita contra el coronavirus (COVID-19), en el qual van participar la majoria de clubs de LaLiga Santander a través dels seus futbolistes. Va aconseguir recaptar fins a 200.000 € en total.

## Biografia
Ibai Llanos Garatea va néixer a Deusto, Bilbao, el 26 de març de 1995. El seu pare, Javier, és un metge sanitari. De nen, Ibai va admetre ser una persona molt creativa i imaginativa, amb grans interessos en els esports i el periodisme. En una entrevista, Llanos va explicar que la crisi econòmica espanyola va provocar un dur moment financer a casa seva i per tant, va haver de trobar refugi als videojocs i la narració d'esports electrònics. En la seva adolescència, juntament amb el seu millor amic Ander Cortés, va començar a pujar gameplays de Call of Duty: Modern Warfare 2 a YouTube sota l'àlies Ibai95. Després, van començar a narrar com aficionats en partides de League of Legends al nivell de bronze (la divisió més baixa del joc) en transmissions per Twitch.
El 2014, amb 19 anys, Ibai es va presentar amb el seu amic Cortés per ser narradors professionals d'esports electrònics a la Lliga de Videojocs Professional (LVP) l'últim dia del càsting.
El 27 d'octubre de 2019, després de la victòria de G2 Esports sobre DAMWON Gaming als quarts de final dels Worlds, Carlos "ocelote" li va pregar a Ibai davant del Palacio de Vistalegre que se n'anés a treballar amb ell a G2. Ibai va suggerir acceptar la proposta que s'oficialitzaria el febrer del 2020.
El 24 de gener de 2020, després de desavinences amb la LVP Ibai anuncia que deixa de ser comentarista per a LVP.
EL 5 de febrer del 2020 Ibai anuncia que fitxa per G2 Esports com a creador de contingut en un projecte en conjunt amb Ander, BarbeQ i Reventxz, tots ells amics i antics casters i analistes de LVP. Tots ells passaran a viure en una gran mansió, juntament amb Carmen "justeffe (coneguda com a "G2 jefa") la manager i productora del projecte.
El 13 de gener del 2021 Ibai anuncia que abandona G2 Esports al costat d'Ander, BarbeQ, Reventxz, per iniciar un projecte en solitari conegut popularment com a Ibai Land. Per al projecte es va llogar una gran casa ("La Mansió d'Ibai") en la qual va estar vivint i desenvolupant multitud d'accions durant pràcticament un any al costat d'Ander, BarbeQ, Reventxz, Werlyb i Carmen "Justeffe" Cardenete, tots streamers menys Carmen, cap de producció i mànager del projecte. Del projecte també van participar Illo Juan, Knekro i Cristinini encara que sense viure a "La Mansió".
El 2025 fundà Rōnin FC, club de futbol català de la ciutat de Rubí. Actualment

## Premis i nominacions
| Any  | Premi           | Categoria                      | Resultat  | Ref.   |
| ---- | --------------- | ------------------------------ | --------- | ------ |
| 2020 | Esports Awards  | Streamer de l'any              | Guanyador | [ 19 ] |
| 2021 | Esports Awards  | Streamer de l'any              | Guanyador | [ 20 ] |
| 2021 | The Game Awards | Creador de Continguts de l'Any | Nominat   | [ 21 ] |